# رحيم آباد سة (مقاطعة دورة)
رحيم‌آباد سة (بالفارسية: رحیم‌آباد سه) هي قرية تقع في قسم دورة الريفي (مقاطعة دورة) في إيران. يقدر عدد سكانها بـ 51 نسمة .